# Hiến phôi

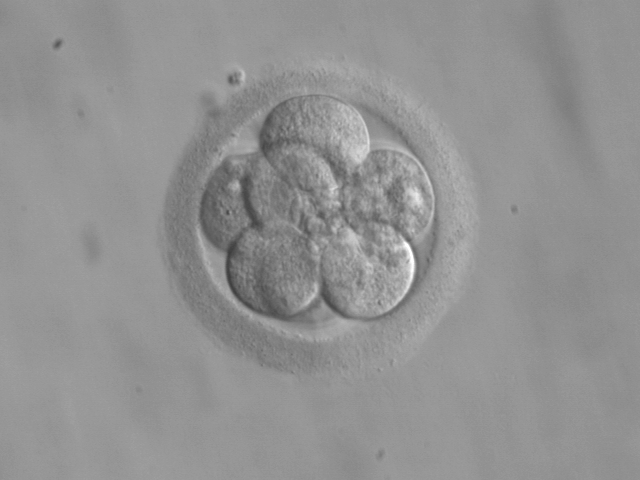
Đây là phôi chứa 8 tế bào

Hiến phôi là một hình thức sinh sản của bên thứ ba. Nó được định nghĩa là việc cho đi không đòi bồi thường phôi còn lại sau khi thụ tinh trong ống nghiệm của một gia đình cho người khác hoặc cặp vợ chồng khác để cấy hoặc nghiên cứu. Trường hợp được đưa ra cho mục đích cấy ghép, sau khi việc hiến tặng diễn ra thì bác sĩ sẽ đặt những phôi đó vào tử cung của người phụ nữ để tạo điều kiện mang thai và sinh con ở người nhận. Đứa trẻ kết quả được coi là con của người phụ nữ mang nó và sinh con, và không phải là con của người hiến tặng. Đây là nguyên tắc tương tự như được tuân theo trong hiến trứng hoặc hiến tinh trùng. Thông thường, phôi được hiến tặng sau khi người phụ nữ mà họ được tạo ra ban đầu đã mang thai thành công một hoặc nhiều lần.

## Để cấy
Việc hiến phôi có thể ẩn danh (các bên cho và bên nhận không biết nhau và các gia đình không có khả năng liên lạc với nhau), nửa mở (các gia đình có thể tương tác qua bên thứ ba, nhưng không chia sẻ thông tin nhận dạng cá nhân để cung cấp một lớp bảo vệ quyền riêng tư), mở hoàn toàn (danh tính gia đình và thông tin liên lạc được chia sẻ để gia đình có thể tương tác trực tiếp trong nhiều loại mối quan hệ) hoặc tiết lộ ID (con cái có thể yêu cầu và nhận thông tin liên hệ của người hiến phôi khi con cái đến 18 tuổi)

### Hiến phôi hoặc nhận con nuôi
Một số sử dụng thuật ngữ "hiến phôi" để chỉ nghiêm ngặt việc hiến phôi ẩn danh và "nhận phôi" để chỉ mối quan hệ mở. Những người khác sử dụng các thuật ngữ thay thế cho nhau bởi vì, bất kể mối quan hệ, có liên quan đến quy trình sinh sản có hỗ trợ lâm sàng và cặp vợ chồng người nhận đang chuẩn bị nuôi dạy một đứa trẻ không liên quan đến di truyền. Các luật sư hỗ trợ những người cố gắng lấy phôi nói thuật ngữ "nhận phôi" là một cách hiểu sai vì việc chuyển phôi được xử lý như chuyển nhượng tài sản. Những người ủng hộ quyền phá thai, những người ủng hộ nghiên cứu tế bào gốc phôi và các thành viên của đối tượng ngành công nghiệp sinh sản coi việc chuyển giao là "nhận con nuôi" bởi vì họ cảm thấy nó mang lại tình trạng giống như một đứa trẻ. Hầu hết các bác sĩ mô tả quá trình này là "hiến phôi".

### Tùy chọn của người hiến
Theo khảo sát của Hiệp hội Y học Sinh sản Hoa Kỳ, 54% bệnh nhân sinh sản muốn bảo tồn phôi còn lại để sử dụng trong tương lai. 21% khác muốn tặng phôi còn sót lại cho nghiên cứu. Hiến tặng phôi cho nghiên cứu có thể là một lựa chọn tốt khi bệnh nhân nhận được thông tin đúng đắn, trung thực và rõ ràng về dự án nghiên cứu, quy trình và giá trị khoa học của nghiên cứu. 7% còn lại của những người được khảo sát sẵn sàng tặng phôi còn sót lại cho một cặp vợ chồng khác.